# Baverans
Baverans ist eine französische Gemeinde im Département Jura in der Region Bourgogne-Franche-Comté. Sie gehört zum Arrondissement Dole und zum Kanton Authume.

## Geografie
Baverans liegt auf der rechten Seite des Flusses Doubs und am parallel verlaufenden Rhein-Rhône-Kanal. Die Nachbargemeinden sind Brevans im Norden und im Westen, Rochefort-sur-Nenon im Norden und im Osten sowie Falletans im Süden.

## Bevölkerungsentwicklung

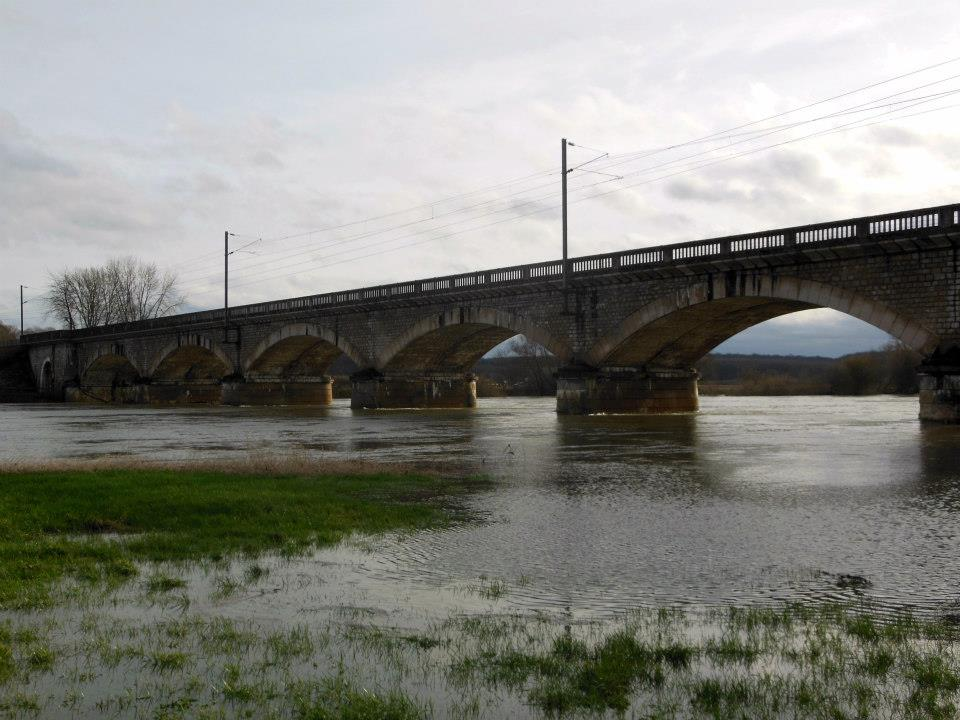
Eisenbahnbrücke über den Doubs bei Baverans

| Jahr                       | 1962 | 1968 | 1975 | 1982 | 1990 | 1999 | 2008 | 2018 |
| -------------------------- | ---- | ---- | ---- | ---- | ---- | ---- | ---- | ---- |
| Einwohner                  | 228  | 220  | 267  | 294  | 319  | 323  | 406  | 500  |
| Quellen: Cassini und INSEE |      |      |      |      |      |      |      |      |